# Жан, Шарль Франсуа
Шарль Франсуа Жан (фр. Charles-François Jean; 20 марта 1874, Сотерарг, департамент Эро — 15 мая 1955, Париж) — французский археолог и историк, исследователь древней Ассирии.
С 18 лет состоял в католической конгрегации лазаристов. Окончил Школу высших исследований, ученик Венсана Шейля. На протяжении многих лет профессор древнееврейского языка и семитической эпиграфики в Школе Лувра.
Участник археологических раскопок в Месопотамии в 1910—1920-е гг., опубликовал, среди прочего, дневник-отчёт «Моя научная миссия на Востоке» (фр. Ma mission scientifique en Orient, journal de voyage; 1921). Значительную часть работ посвятил истории древней Ларсы и государства Мари. На протяжении многих лет вёл работу над «Словарём западносемитских надписей» (фр. Dictionnaire des Inscriptions Sémitiques de L'Ouest), который после его смерти завершил Якоб Хофтейзер (опубликован в 1965 году).
Коллекция клинописных табличек, собранных Жаном, перешла во владение Парижского католического института.